# Благовещенский собор (Йошкар-Ола)
Благовещенский собор (мар. Благовещений соборышто) — православный храм в городе Йошкар-Оле, кафедральный собор Йошкар-Олинской епархии и Марийской митрополии Русской православной церкви. Расположен на площади Республики и Пресвятой Девы Марии. Построен в 2010—2014 годах. Освящён 12 июня 2016 года.

## Расположение

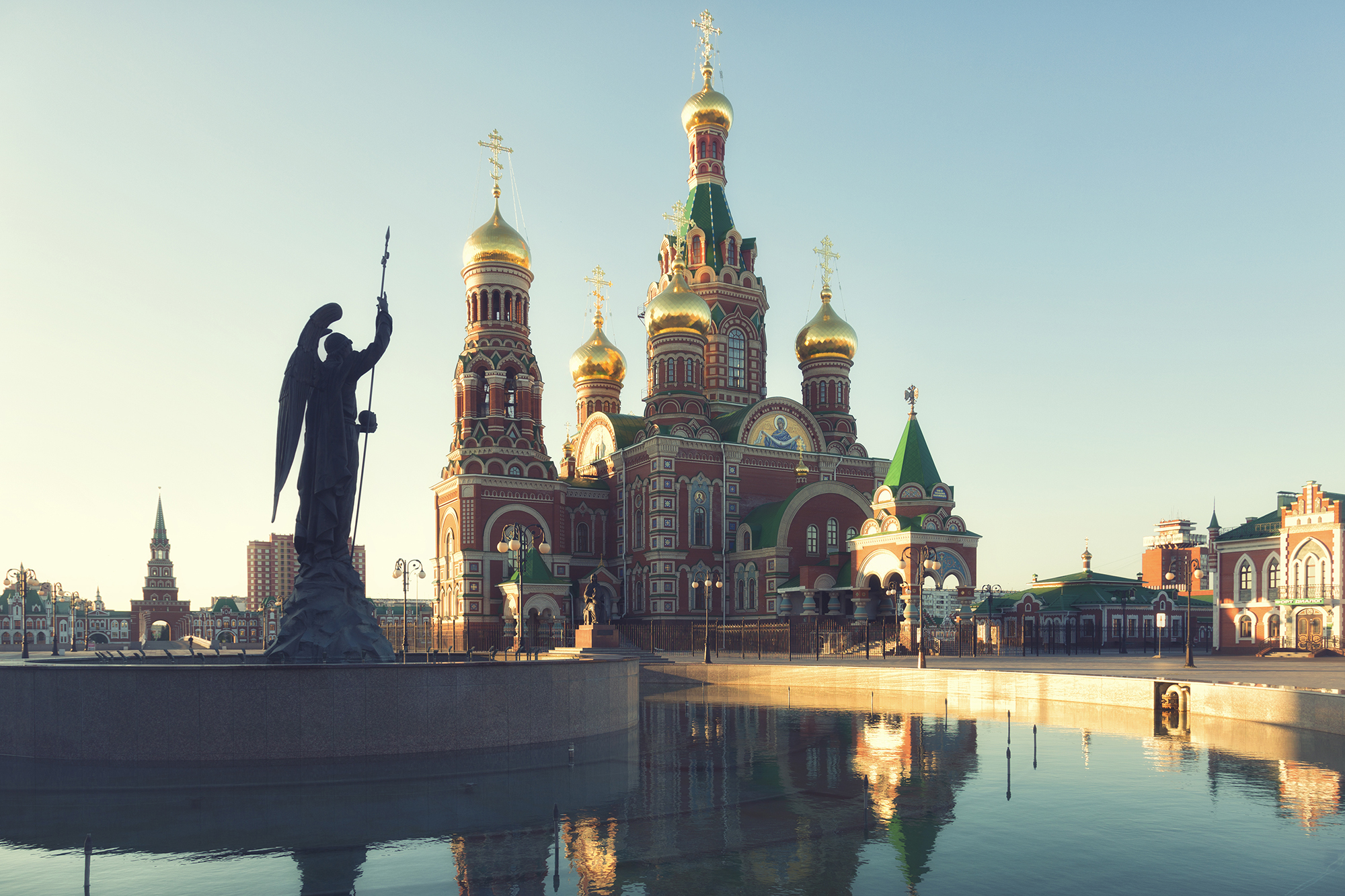
Фонтан-памятник Архангелу Гавриилу на площади Республики Пресвятой Девы Марии

Собор находится на площади Республики Пресвятой Девы Марии, рядом с пешеходным Театральным мостом на пересечении бульвара Чавайна и Воскресенской набережной реки Малая Кокшага.
У будущего собора в 2007 году была установлена скульптурная композиция «Пресвятая Богородица с младенцем Христом», в 2011 году в центре площади Республики Пресвятой Девы Марии — фонтан-памятник «Архангел Гавриил».

## История

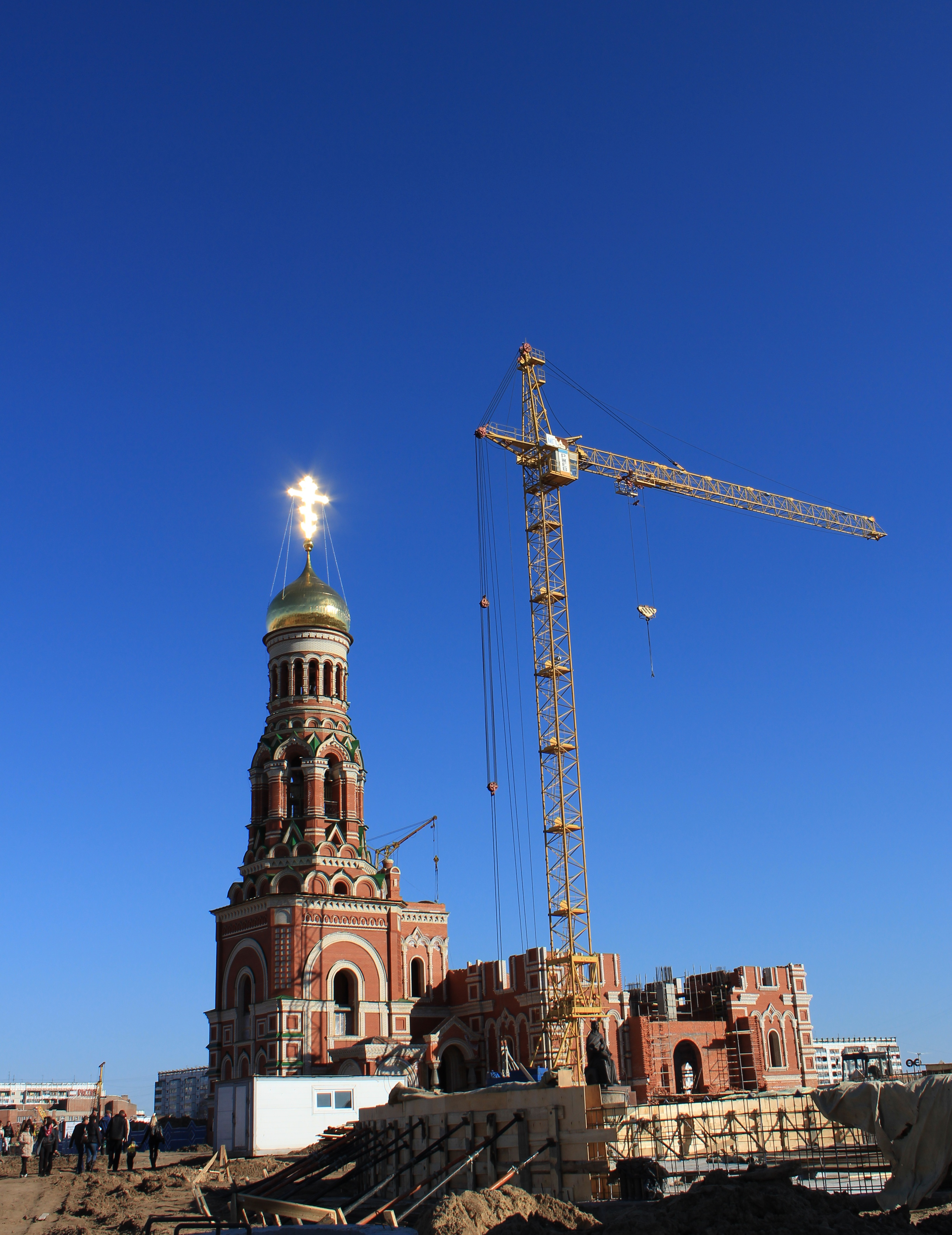
Строительство храма в 2011 году

Первым началось строительство 53-метровой колокольни в северной части собора в 2007 году, которую в июле 2008 года венчала 17-метровая глава с крестом. Собор был официально заложен 29 октября 2010 года президентом Республики Марий Эл Леонидом Маркеловым и архиепископом Йошкар-Олинским и Марийским Иоанном.
В 2013 году завершено строительство колокольни и установлены колокола. В конце октября 2014 года были освящены и установлены четыре больших купола с крестами, вес каждого составляет восемь тонн. Позднее установлены ещё пять куполов.
12 июня 2016 года собор освятил Патриарх Московский и всея Руси Кирилл. Тогда же был зачитан патриарший указ, согласно которому храм становится кафедральным собором Йошкар-Олинской епархии. Прежний кафедральный собор Вознесения Господня стал приходским храмом.

## Архитектура и реликвии
Собор спроектирован коллективом под руководством архитектора Виталия Петровича Горбаня. По архитектуре — собор крестово-купольный, шатровый, в русском стиле. Прообразом является храм Спаса на Крови в Санкт-Петербурге. Имеет пять куполов, колокольня расположена с северной стороны. Высота храма — 74 метра, вместимость — 2 тысячи человек. Фасады храма украшены мозаичными панно.
В дар собору патриарх Кирилл передал икону Спаса Нерукотворного.